# Páni z Bartensteina

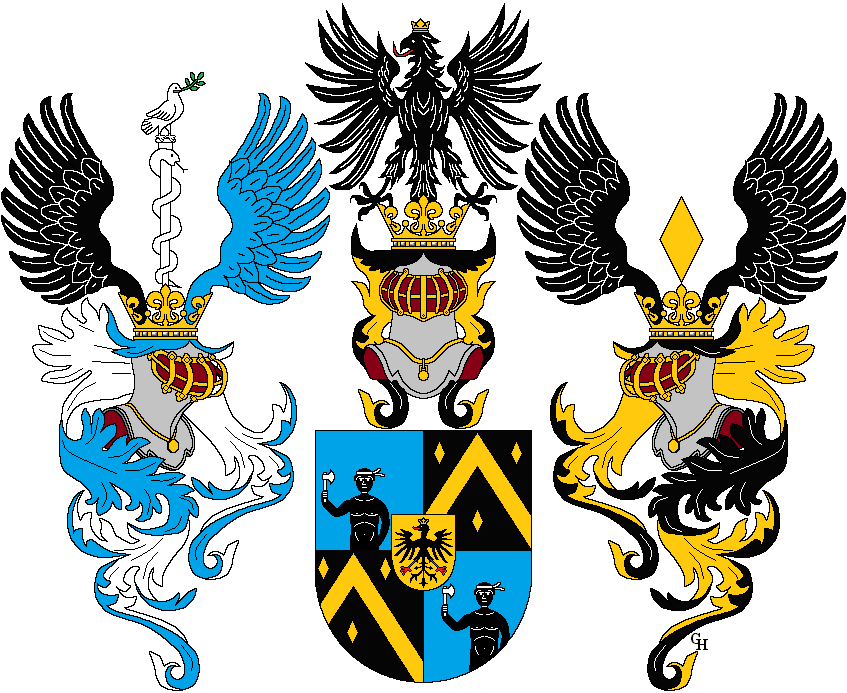
Erb barona z Bartensteina

Páni z Bartensteina byla rakouská šlechtická rodina v 18. a 19. století. Původně měšťanskou rodinu založil Jan Kryštof z Bartensteina, rádce Marie Terezie. 

## Historie
Páni z Bartensteina byl německý rod pocházející z Durynska a Dolního Saska. Jan Filip Bartenstein (1650–1726) se přestěhoval do Štrasburku a stal se profesorem filosofie a ředitelem gymnázia ve Štrasburku. V roce 1689 se Janu Filipovi z Bartensteina a jeho manželce Alžbětě Artopaeusové narodil ve Štrasburku syn Jan Kryštof z Bartensteina. Jan Kryštof z Bartensteina  konvertoval v roce 1715 na katolickou víru a přestěhoval se do Vídně. Ve Vídní jeho kariéra u císařského dvora strmě stoupala. V roce 1719 byl Karlem VI. povýšen do rytířského stavu a v roce 1733 byl povýšen do titulu říšského svobodného pána. Vstoupil do poradního orgánu císaře Karla VI. – tajné Rady. Byl jmenován vicekancléřem v rakouském státním kancléřství. Stal se nejbližším poradcem mladé Marie Terezie. Jeho dva synové založili dvě rodové linie, z nichž mladší vymřela v mužské linii roku 1847 a starší v roce 1866.
Jeho synové a vnuci se stali vysokými úředníky v rakouském Nizozemí a byli spřízněni s vlámskými aristokratickými rodinami Barona Osy ze Zeeywaertu a hrabat z Termeerenu. Jan Kryštof z Bartensteina získal četné majetky v Dolních Rakousích, na Moravě a ve Slezsku, jako například roku 1739 Jindřichov a Janov, 1749 hrad Ebreichsdorf, o něco později zámek Tribuswinkel. Po skončení rakouské vlády v Nizozemsku v roce 1795 se mladší linie konečně usadila v Dolním Rakousku. Hlavní sídlem se stal zámek Poysbrunn, získaný v roce 1799. Po smrti Karla svobodného Pána z Bartensteina (1794–1847) přešel rodinný majetek mladší linie na rod Vrints, který byl několikrát spřízněný s Bartensteiny.

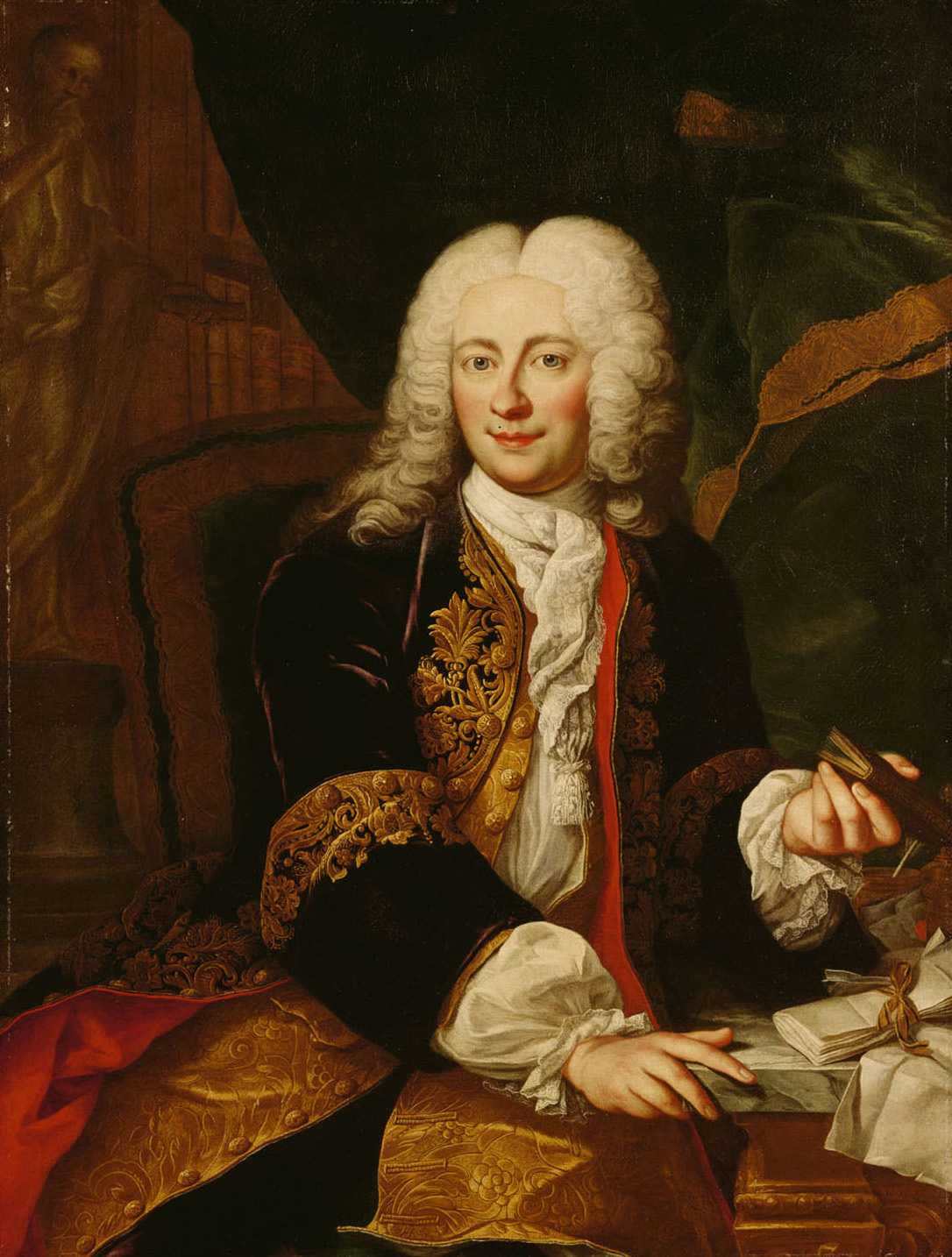
Jan Kryštof z Bartensteina
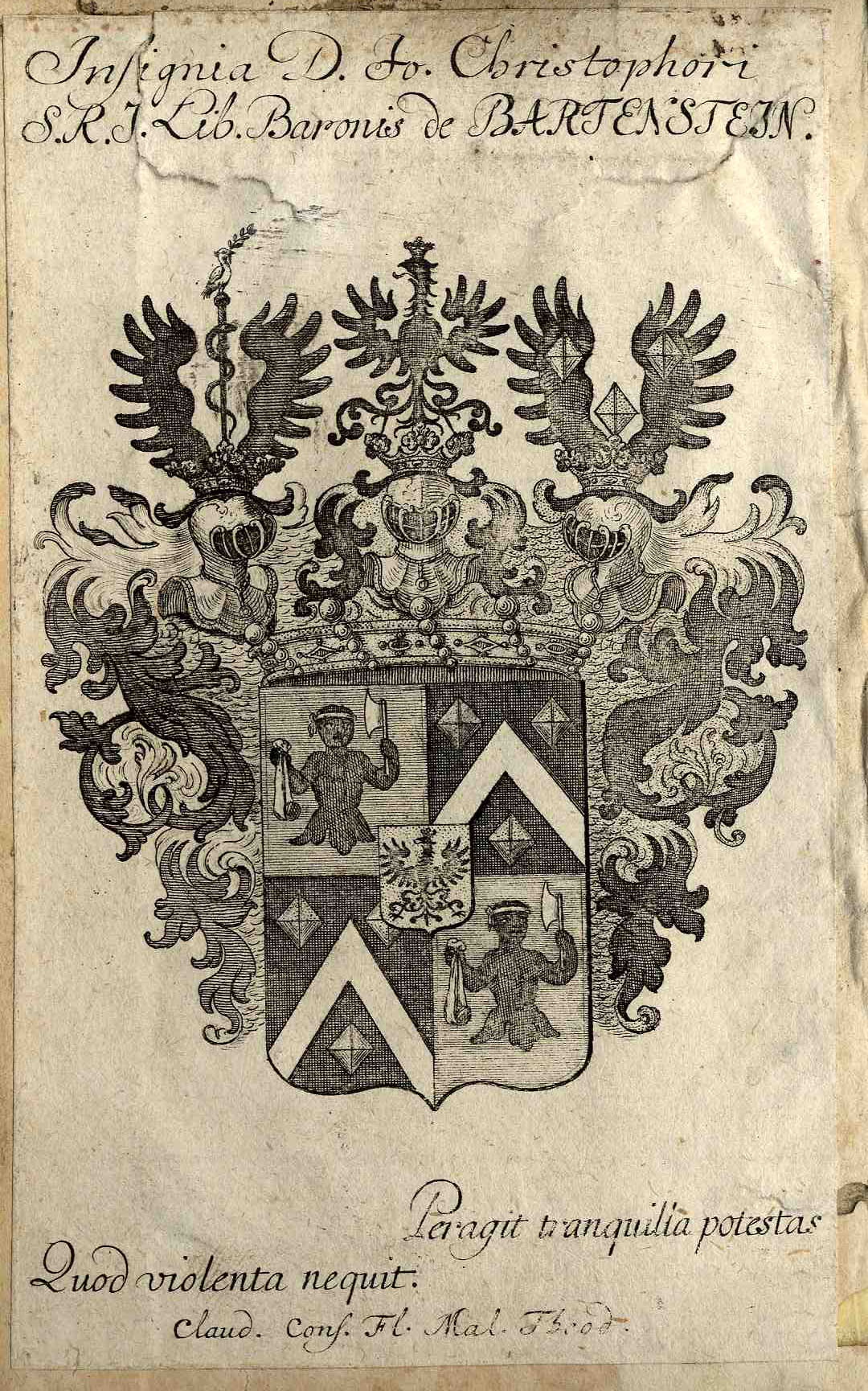
Erb barona von Bartenstein
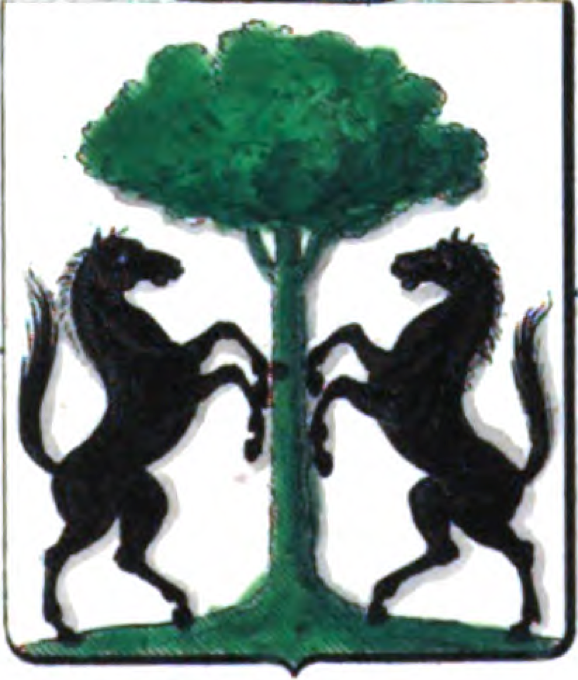
Erb vlámských baronů Osy de Zeywaert, příbuzní Bartensteinů. Erb lze nalézt také v rodinné kryptě ve Falkensteinu

## Rodokmen
1. Jan Filip Bartenstein (1650–1726) ∞ Alžběta Artopaeus zvaná Beck 
  1. Jan Kryštof z Bartensteina(1689–1767) ∞ Marie Kordula Holler von Doblhoff 
    1. Josef Filip Kryštof svobodný pán z Bartensteina (1726–1804) ∞ Marie Antonia svobodná paní von Buol-Wischenau (1744–1773) 
      1. Antonín Karel svobodný pán z Bartensteina († 1831) ∞ Marie Anna svobodná paní von Braun 
        1. Josefa Marie Anna svobodná paní z Bartensteina
        2. Kateřina Marie Anna (1801–) svobodná paní z Bartensteina ∞ Marek hrabě Mignot de Bussy

      2. Emanuel svobodný pán z Bartensteina (1769–1838) ∞ Alžběta svobodná paní Roden von Hirzenau (1776–1844)
        1. Pavlína(Josefina Františka de Paula) paní z Bartensteina (1800–1872) ∞ Hugo Jakub Josef hrabě Logothetti (1801–1861)[1]
          1. Vladimír Alexandr Emanuel Logothetti (1822–1892) ∞ Marie Karolína Rosalie Jana Nemes De Hídveg et Oltszem
            1. Hugo Vladimír Emanuel Karel Logothetti (1852–1918)
            2. Alfréd Logothetti (1853–1923)
            3. Rosalie Logothetti (1856–1941)
            4. Marie Logothetti (1859–1929)

          2. Hedvika Logothetti (1824–)
          3. Berta Logothetti (1825–1825)
          4. Lodoiska Logothetti (1826–1829)
          5. Alfréd Logothetti (1830–1833)
          6. Julie Logothetti (1833–1854) ∞ Antonín František Ledóchowski (1832–1885)
          7. Zdenko Logothetti (1835–)∞ Augusta Šarapatková (1844–1912)
            1. Nikolaus Logothetti (1870–)
            2. Františka de Paula (1873–)

        2. Josef svobodný pán z Bartensteina (1801–) ∞ Marie  svobodná paní z Bartensteina (1802–) 
          1. Ernst svobodný pán z Bartensteina (1827–1866)
          2. Josefina svobodná paní z Bartensteina (1831–1910) ∞ Hermann Karel Sedlnitzky-Odrowas z Choltitz (1820–1892)[2]

      3. Jan Nepomuk svobodný pán z Bartensteinu († 1843) ∞ Marie Anna Františka von Kees 
        1. Marie svobodná paní z Bartensteina (1802–) ∞ Josef  svobodný pán Bartensteina (1801–)
        2. Ernestine svobodná paní z Bartensteina (1803–)
        3. Antonie svobodná paní z Bartensteina (1804–)
        4. Anna svobodná paní z Bartensteina  (1807–) ∞  Schindlöcker
        5. Mořic Baron z Bartensteina (1810–)
        6. August Baron z  Bartensteina (1811–)
        7. Karolína svobodná paní z Bartensteina (1814–)

    2. Marie Alžběta z Bartensteina (1727–) ∞ František svobodný pán Wiesenhütten
    3. Kryštof Innocenc z Bartensteina (1731–1761) ∞ Barbara Marie svobodná paní Osy auf Zeywaert (1732–1797) 
      1. Kryštof Jan z Bartensteina (1757–1843) ∞ Marie Kateřina Colleta Helmann  baronesa von Termeeren (1759–1834)
        1. Krystýna Josefa svobodná paní z Bartensteina (1785–1848)∞ Kašpar Filip hrabě  von Spiegel zum Desenberg-Hanxleden
          1. Marie Adolfine Hedvika hraběnka von Spiegel zum Desenberg-Hanxleden (1812–1858) ∞ Vilém Hugo Ferdinand hrabě von Hompesch-Bollheim (1800–1861)
            1. Thekla hraběnka von Spiegel zum Desenberg-Hanxleden (1834–1857)

          2. Ferdinand Otto hrabě von Spiegel zum Desenberg-Hanxleden (1815–1877) ∞ hraběnka Rosa von Lützow (1816–1869)
            1. Krystýna hraběnka von Spiegel zum Desenberg-Hanxleden (1846–1935)
            2. Kurt Maria Kryštof Bonifác Deodat Václav hrabě von Spiegel zum Desenberg-Hanxleden(1852–1915)
            3. Gabriela hraběnka von Spiegel zum Desenberg- Hanxleden (1854–1936)

        2. Sofie z Bartensteina (1786–1867) ∞ František Ghislain z Bartensteina (1783–1818)
          1. Evženie z Bartensteina (1808–1837) ∞ František Josef Ignác Nepomuk  hrabě Dubský svobodný pán Třebomyslic 1784–1873)
          2. Luisa Tereza z Bartensteina (1814–1878) ∞ Gabriel Jan Jiří von Gudenus (1795–1879)
          3. Františka Posthuma z Bartensteina (1819–1847) ∞ Maxmilián Theobald Vrints hrabě z Falkensteinu, svobodný pán z Treuenfeldu (1802–1896)

        3. Tereza Marie z Bartensteina (1788–)
        4. Marie Kateřina Barbara z Bartesteina (1790–) ∞ Jan Vilém  svobodný pán von Datelmann
        5. Marie Leopoldina Josefa z Bartensteina (1799–) ∞ František svobodný pán von Keiserstein[3]

      2. Jan Baptist z Bartensteina (1759–) ∞  Evženie Klára Hellmann hraběnka von Termeeren
        1. František Ghyslain z Bartensteina (1783–1818) ∞ Sofie z Bartensteina (1786–1867)
          1. Evženie z Bartensteina (1808–1837) ∞ František Josef Ignác Nepomuk  hrabě Dubský svobodný pán Třebomyslic 1784–1873)
            1. Adolf Jan hrabě Dubský svobodný pán Třebomyslic

          2. Luisa Tereza z Bartensteina (1814–1878) ∞ Gabriel Jan Jiří von Gudenus (1795–1879)
            1. Amálie von Gudenus
            2. Anna Marie Sofie Ghyslaine von Gudenus
            3. Jindřich Jan Baptist Ghyslain von Gudenus
            4. Josef František Serafín Ghyslain von Gudenus
            5. Leopold Gabriel Ludvík Ghyslain von Gudenus
            6. Gabriel Ludvík František Ghyslain von Gudenus[4]

          3. Františka Posthuma z Bartensteina (1819–1847) ∞ Maxmilián Theobald Vrints hrabě z Falkensteinu, svobodný pán z Treuenfeldu (1802–1896)
            1. Sofie hraběnka Vrints z Falkesteinu (1846–1905)
            2. Evženie hraběnka Vrints z Falkensteinu (1847–1879)

        2. Josef z Bartensteina (1784–)
        3. Aloisie z Bartensteina (1786–) ∞ Josef  Osy von Zeywaert
        4. Karel z Bartensteina (1794–1847) ∞ Evženie Osy von Zeywaert (1807 – 1871),

      3. Tereza  svobodná paní z Bartensteina (1760) ∞ Jindřich svobodný pán von Müller zu Hőrnstein

    4. Tereza z Bartensteinu (1732–) ∞  František Michael Florenz von Lilien
      1. Kryštof von Lilien (1748–)
      2. Josef von Lilien( 1753–)

    5. Barbara Marie z Bartensteina ∞ Josef svobodný pán von Egger[5]

  2. Jakub Ulrich z Bartensteina
  3. Jáchym z Bartensteina[6]

## Sídla ve vlastnictví

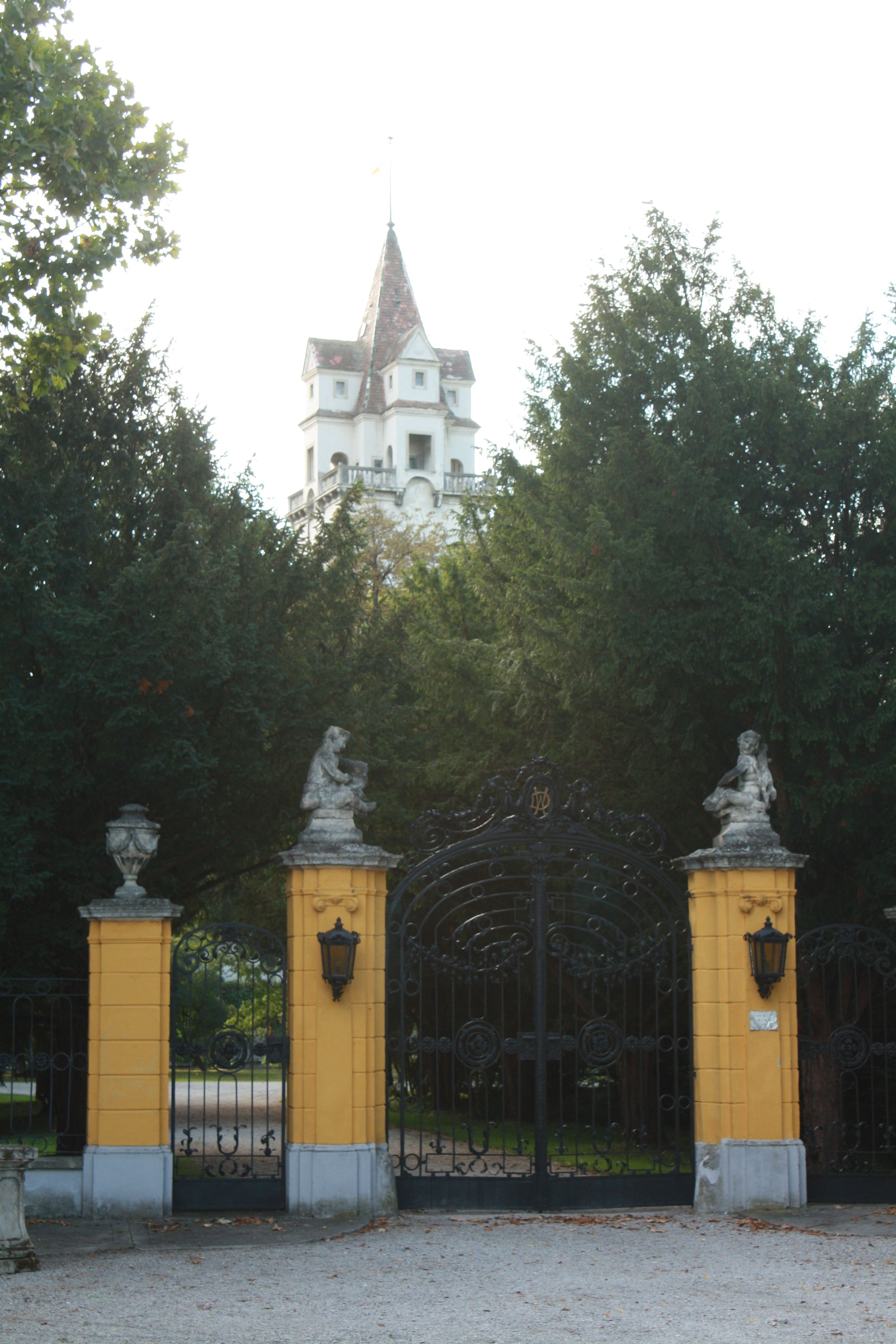
Hrad Ebreichsdorf, pořízený roku 1749.
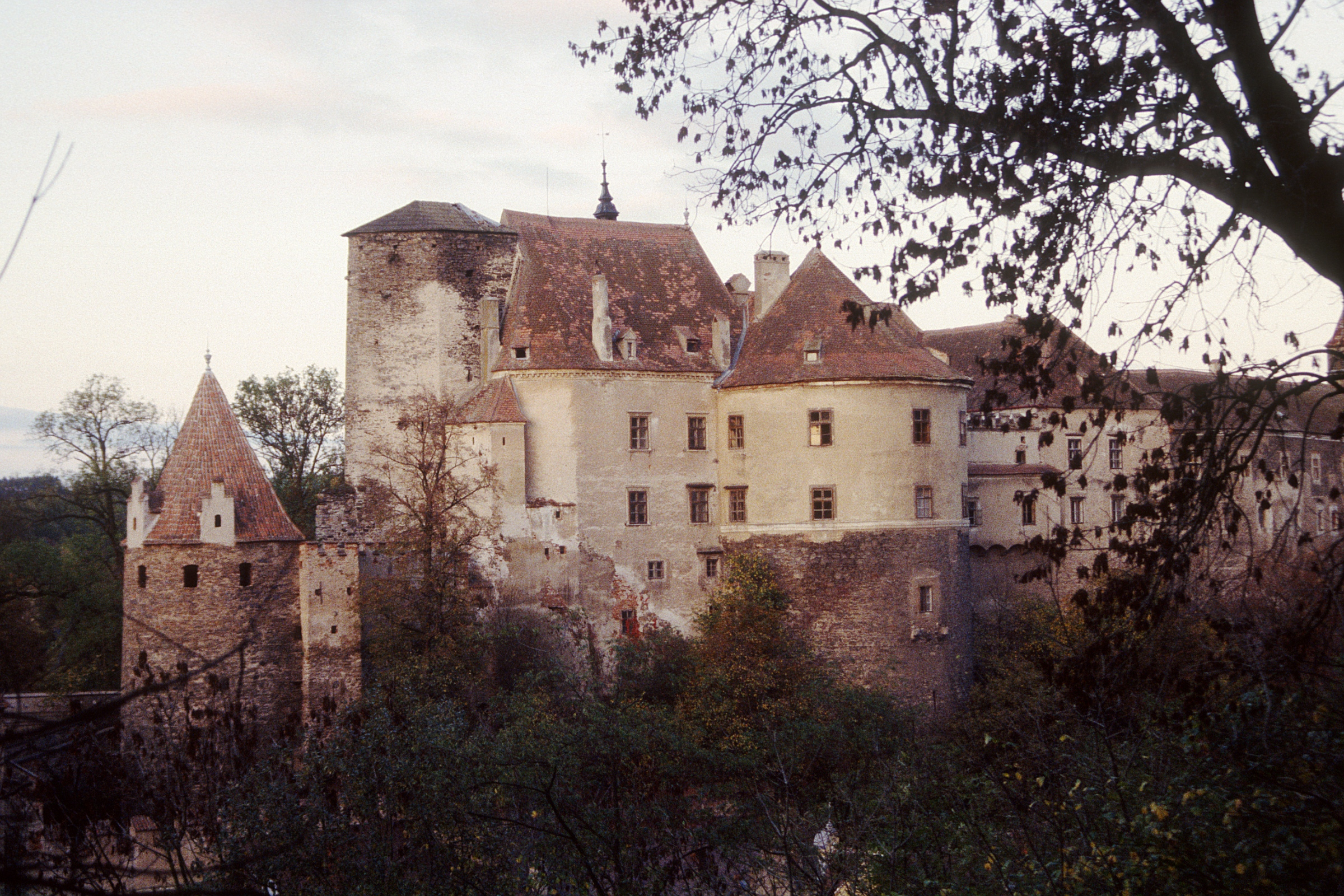
Hrad Raabs, koupen v roce 1760.
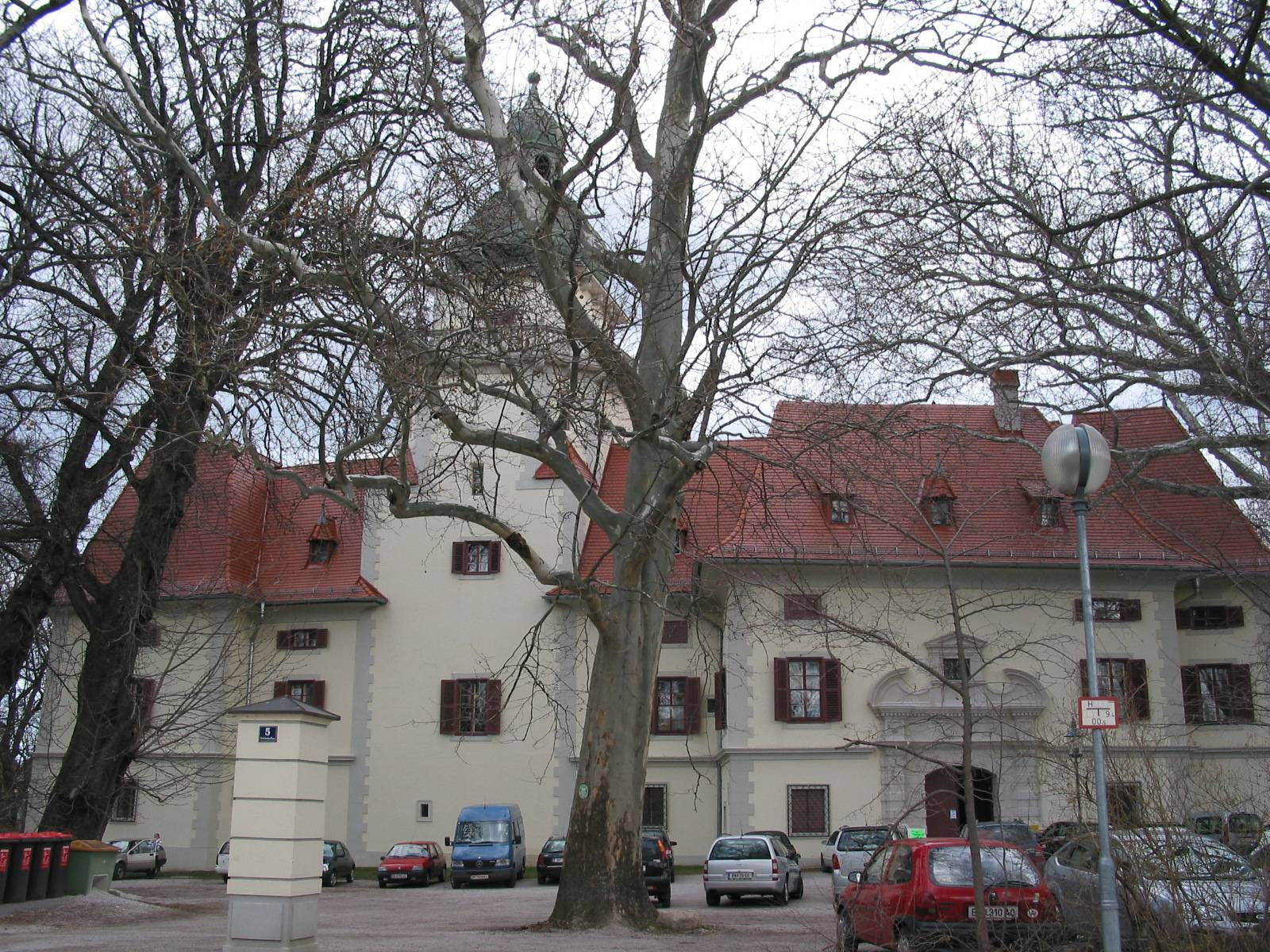
Hrad Tribuswinkel
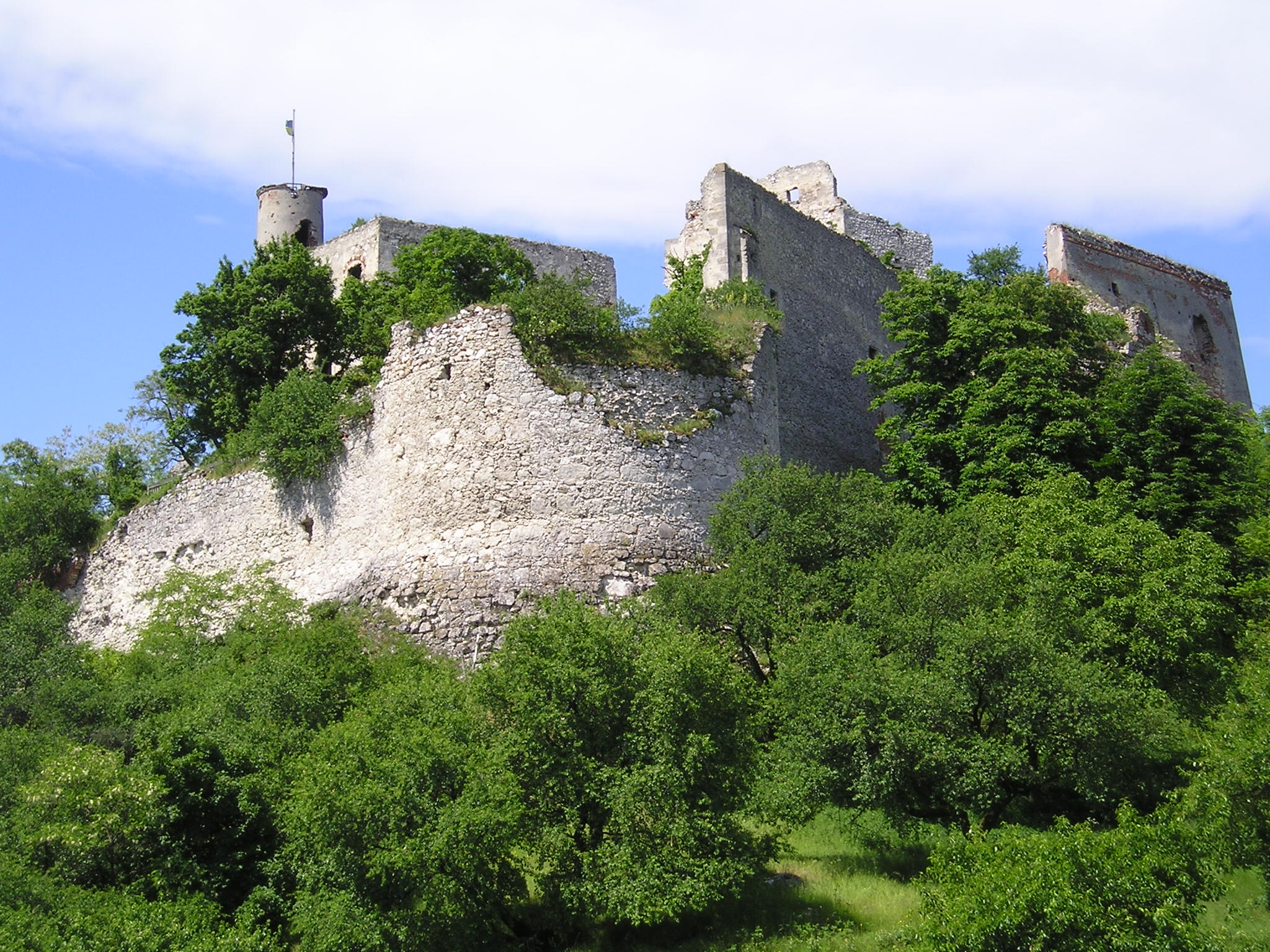
Hrad Falkenstein, získaný jako zřícenina spolu s hradem Poysbrunn.
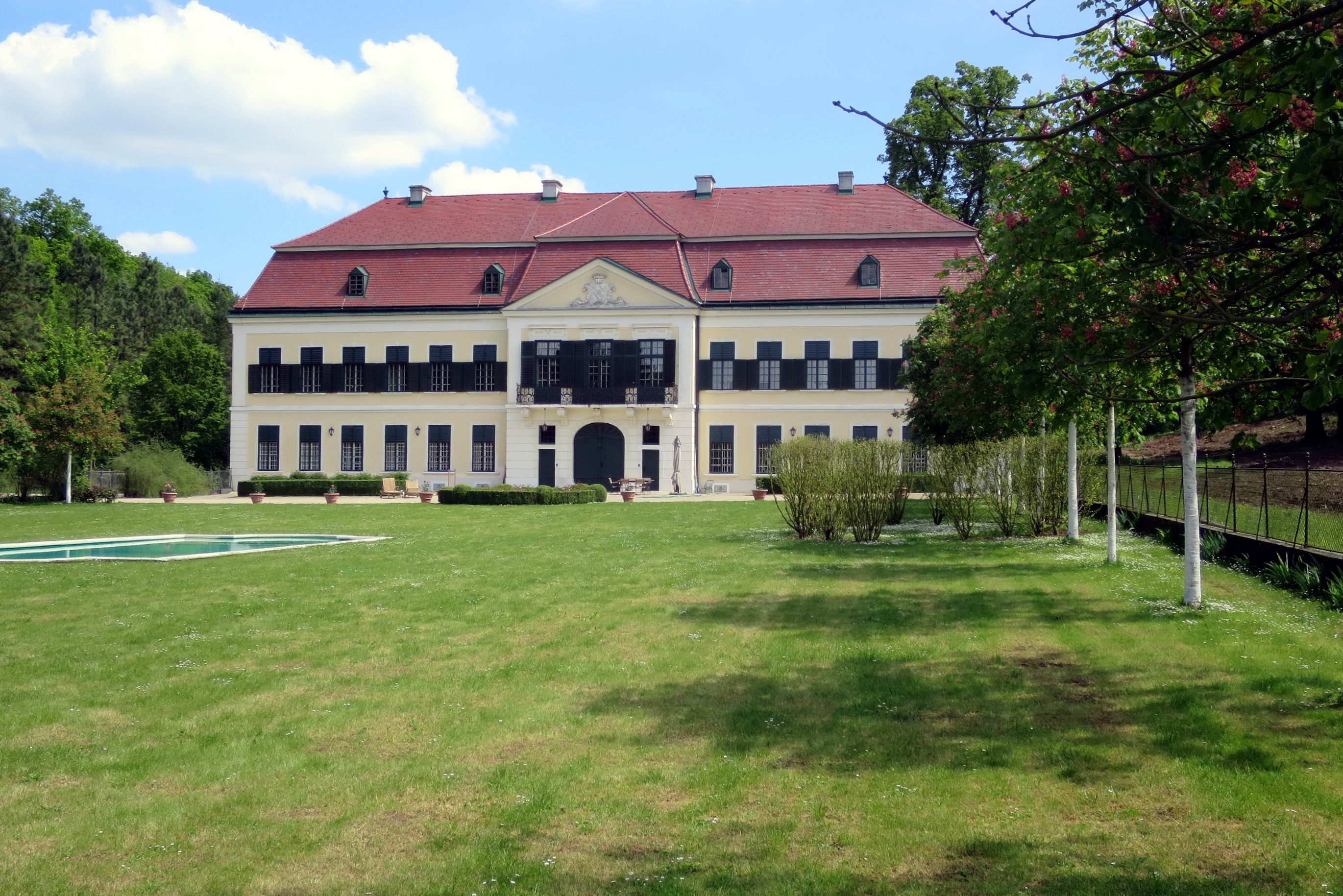
Zámek Glaswein, koupili v roce 1831 Fünfkirchenové.
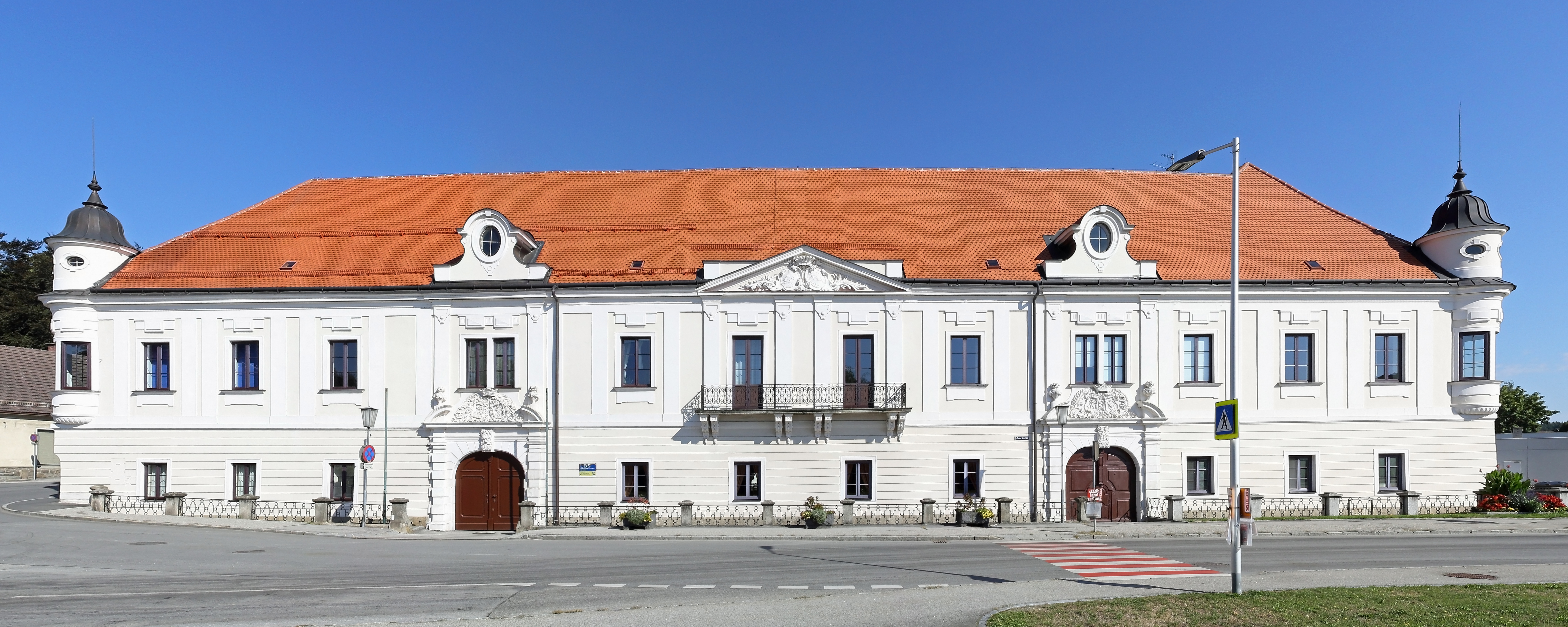
Zámek Schrems, dnes škola, s erbem pánů z Bartensteina a Osy von Zeeywaert nad portálem a erb Vrintsů v trojúhelníkovém štítu nad balkonem.
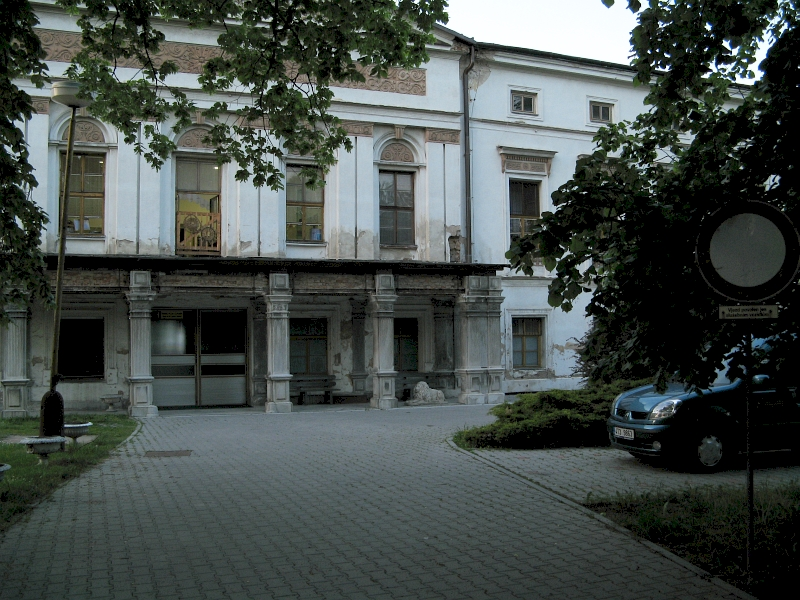
Zámek Jindřichov, rodina vlastnila od roku 1739 do roku 1866
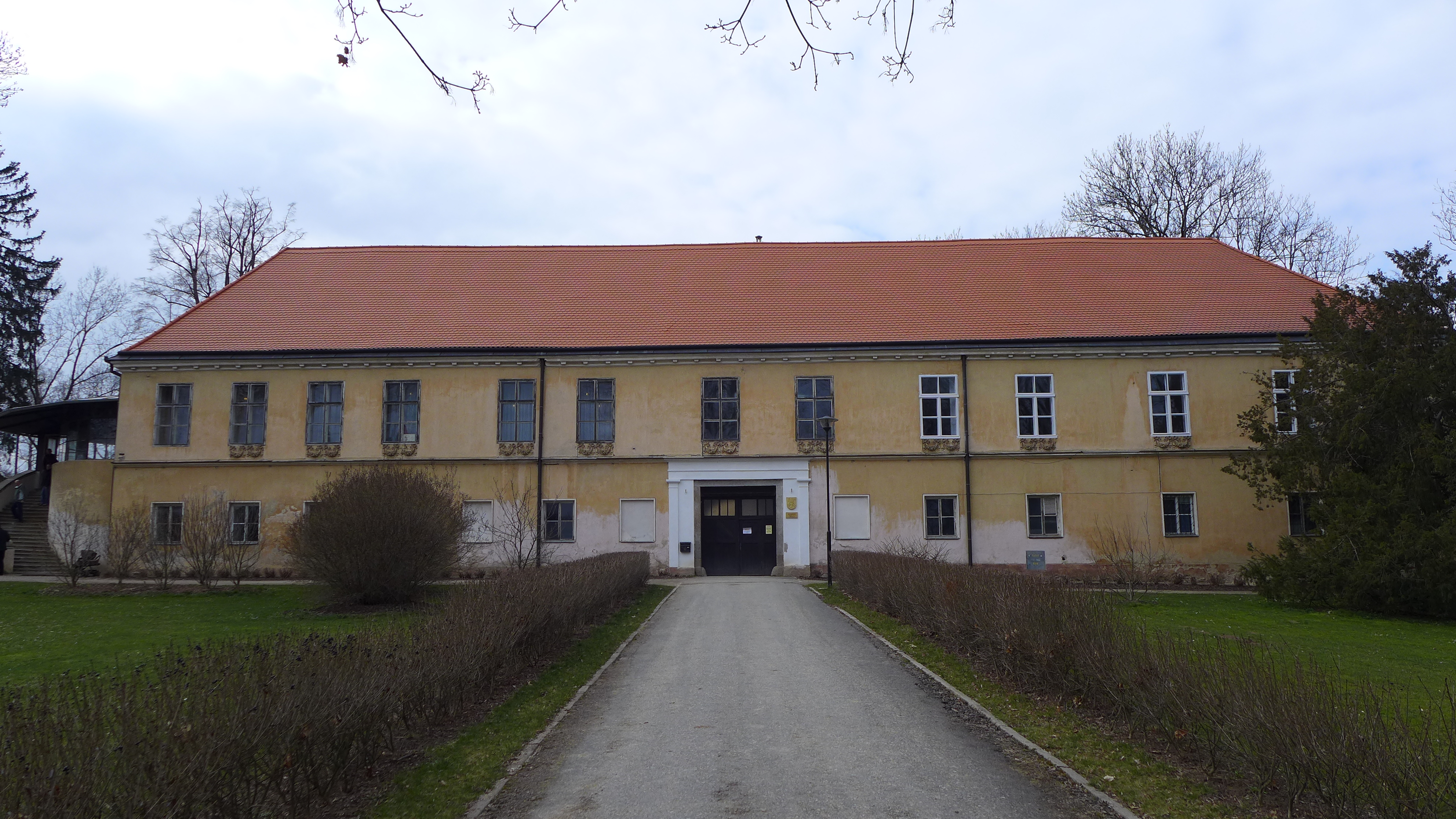
Zámek Miroslavské Knínice, ve vlastnictví rodiny v letech 1809 až 1869

## Hrobka
V roce 1819 nechal Kryštof Jan svobodný pán z Bartensteina postavit rodinnou hrobku ve Falkensteinu.

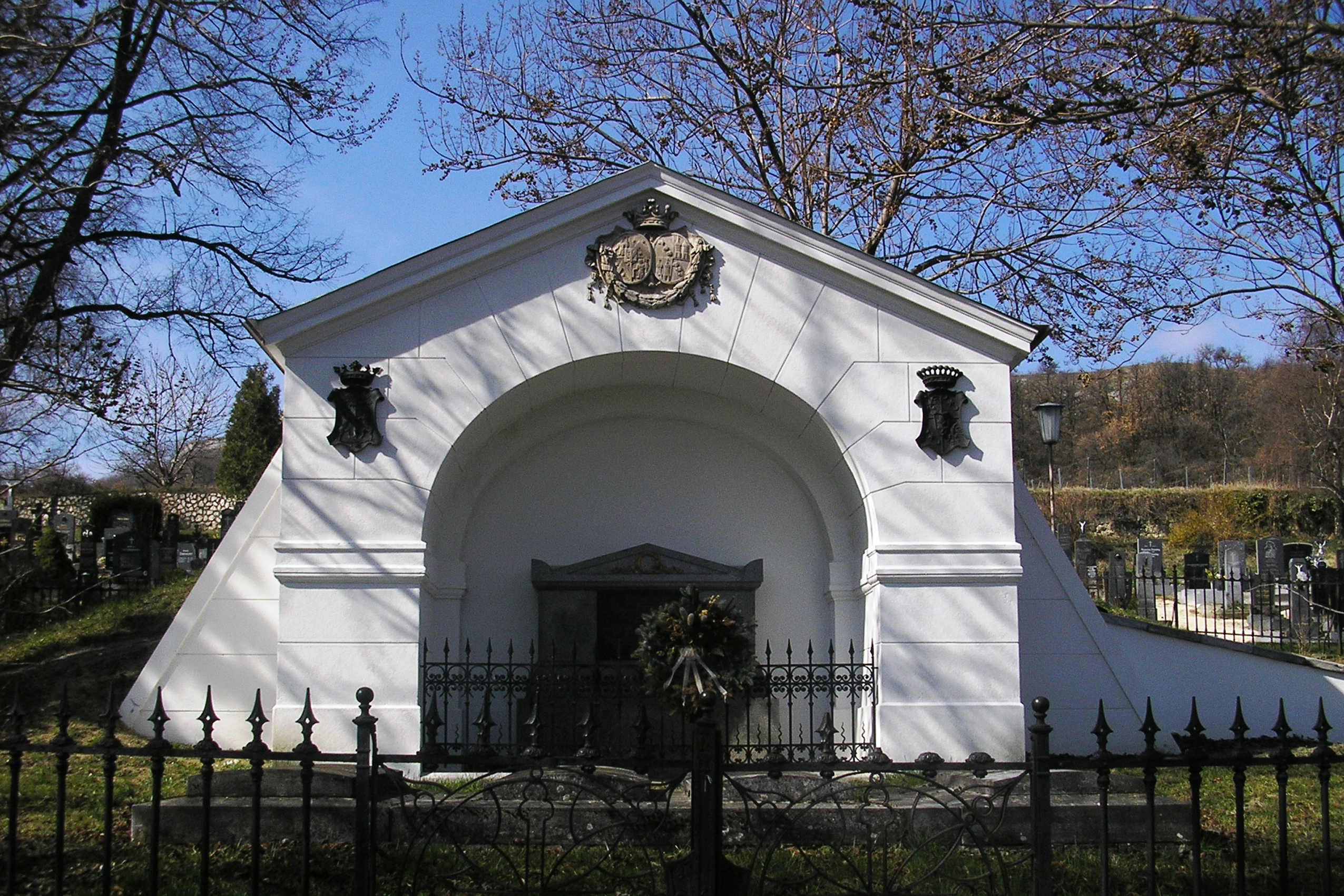
Hrobka rodu Bartensteinů a Vrintsů ve Falkensteinu.